# Winterthur Hauptbahnhof
Het Winterthur Hauptbahnhof (ook Bahnhof Winterthur) is het belangrijkste spoorwegstation van de stad Winterthur in het Zwitsers kanton Zürich. Het is een belangrijk knooppunt voor het Noord-Zwitsers spoorwegnet.
Met 105.000 reizigers per dag is het station het op vier na drukste spoorwegstation van het land.
De SBB bedient het station langs de spoorlijnen Zürich - Winterthur, Winterthur - Rüti, Winterthur - Koblenz, Winterthur - Schaffhausen, Winterthur - Etzwilen, Romanshorn - Winterthur, Wil – Winterthur en Rorschach - Winterthur.

## Treindiensten
| Serie | Treinsoort       | Route | Bijzonderheden |
| ----- | ---------------- | --- | -------------- |
| IC 1  | Intercity (SBB)  | Genève-Aéroport – Genève-Cornavin – Lausanne – Bern – Zürich HB – Winterthur – St. Gallen                                                                  |                |
| IC 5  | Intercity (SBB)  | [ Genève-Aéroport – ] / [ Lausanne – ] Yverdon-les-Bains – Neuchâtel – Biel/Bienne – Solothurn – Olten – Zürich HB – Winterthur – Sankt Gallen – Rorschach |                |
| IC 8  | Intercity (SBB)  | Brig – Thun – Bern – Zürich HB – Winterthur – Romanshorn                                                                                                   |                |
| IR 13 | InterRegio (SBB) | Zürich HB – Winterthur – Sankt Gallen – Sargans – Landquart – Chur                                                                                         |                |
| IR 37 | InterRegio (SBB) | Basel SBB – Liestal – Aarau – Zürich HB – Winterthur – Sankt Gallen                                                                                        |                |
| IR 75 | InterRegio (SBB) | Luzern – Zug – Zürich HB – Winterthur – Konstanz |                |

- Gemeinsame Normdatei: 7598089-7
- Virtual International Authority File: 238161920